# Eric Ocansey
Eric Ocansey (Tema, 22 agosto 1997) è un calciatore ghanese, attaccante del P'yownik.

## Carriera
Ha giocato nella prima divisione belga ed in quella armena.

## Statistiche

### Presenze e reti nei club
Statistiche aggiornate al 19 maggio 2018.
| Stagione        | Club            | Campionato      | Campionato | Campionato | Coppe nazionali | Coppe nazionali | Coppe nazionali | Coppe continentali | Coppe continentali | Coppe continentali | Supercoppe | Supercoppe | Supercoppe | Totale | Totale |
| Stagione        | Club            | Comp            | Pres       | Reti       | Comp            | Pres            | Reti            | Comp               | Pres               | Reti               | Comp       | Pres       | Reti       | Pres   | Reti   |
| --------------- | --------------- | --------------- | ---------- | ---------- | --------------- | --------------- | --------------- | ------------------ | ------------------ | ------------------ | ---------- | ---------- | ---------- | ------ | ------ |
| 2015-2016       | Eupen           | D2              | 23         | 3          | CB              | 0               | 0               | -                  | -                  | -                  | -          | -          | -          | 23     | 3      |
| 2016-2017       | Eupen           | D1              | 19+5       | 4+1        | CB              | 2               | 0               | -                  | -                  | -                  | -          | -          | -          | 26     | 5      |
| 2017-2018       | Eupen           | D1              | 28+9       | 6          | CB              | 1               | 0               | -                  | -                  | -                  | -          | -          | -          | 38     | 6      |
| Totale Eupen    | Totale Eupen    | Totale Eupen    | 84         | 14         |                 | 3               | 0               |                    | -                  | -                  |            | -          | -          | 87     | 14     |
| Totale carriera | Totale carriera | Totale carriera | 84         | 14         |                 | 3               | 0               |                    | -                  | -                  |            | -          | -          | 87     | 14     |

## Palmarès

### Competizioni nazionali
- Supercoppa d'Armenia: 1

Ararat-Armenia: 2024